# Державний переворот у Венесуелі (2002)

Венесуела на карті Південної Америки

Державний переворот у Венесуелі — невдалий державний переворот у Венесуелі 11 квітня 2002 року. Реформи нового президента Венесуели Уго Чавеса викликали значне невдоволення серед ділової еліти країни і певних прошарків населення. У результаті перевороту до влади прийшов тимчасовий уряд на чолі з Педро Кармоною, який розпустив національний паламент, Верховний суд та призупинив Конституцію країни. Тимчасовий уряд не користувався підтримкою більшості збройних сил і згодом охорона президента Чавеса без кровопролиття захопила президентський палац Мірафлорес, що призвело до повалення путчу і повернення до влади Уго Чавеса. Державний переворот проіснував лише 47 годин, був спочатку підтриманий США і Чилі, але не визнаний жодною іншою країною Латинської Америки.

## Соціально-політичні обставини
Уго Чавес був вперше обраний президентом у 1998 році і зразу започаткував широку програму соціальних та політичних реформ, зокрема добився прийняття у референдумі нової Конституції Венесуели 15 грудня 1999 року. Хоча політика реформ користувалася підтримкою більшості бідного населення країни, опозиція до політики Чавеса та його уряду була особливо відчутною у приватних засобах масової інформації, а також серед ділових та підприємницьких кіл країни, представників середнього на вищого класів суспільства, які боялися втратити економічну та політичну владу в результаті реформ Чавеса. Особливу критику опозиції викликала політика державного субсидування основних продуктів харчування, справедливішого розподілу надходжень від продажу нафти і розподіл великих земельних володінь. Незважаючи на опозицію у 2000 році згідно з положеннями нової Конституції Уго Чавес був переобраний на новий термін.
На міжнародній арені за президентства Чавеса значно погіршилися стосунки із Сполученими Штатами, але почалося зближення і співробітництво з іншими латиноамериканськими країнами, шляхом участі, зокрему у таких організаціях, як МЕРКОСУР. Були налагоджені тісні, дружні стосунки з Кубою; Венесуела почала підтримувати нафтопееробну промисловість Куби, постачати в цю країну 160,000 барелів щодобово. У відповідь на економічну допомогу, Венесуела отримувала від Куби 10 000 лікарів та інших медичних працівників для впровадження програми соціальної підтримки бідних (Barrio Adentro), спрямованої на зниження дитячої смертності та профілактики різних захворювань.
На початку 2002 року, Чавес зробив спробу взяти під урядовий контроль державну нафтову компанію Petroleos de Venezuela S.A (PDVSA). Втручання держави у перерозподіл прибутків від продажу нафти зустріли сильний опір з боку посадових осіб та керівників компанії. Незважаючи на негативну кампанію у приватних засобах масової інформації, у лютому 2002 року Чавес замінив декількох посадовців нафтової компанії на прихильників його економічних реформ. Напруженість у відносинах між урядом і керівництво PDVSA продовжувала зрости до кінця березня і початку квітня 2002 року. Кульмінацією протистояння стало звільнення Чавесом 8 квітня 2002 року, під час телевізійного ефіру декількох вищих керівників компанії. Звільнення вищого складу керівництва компанії спричинило нову хвилю невдоволення серед середнього і вищого класів суспільства країни і започаткувало кампанію агресивної агітації проти уряду Чавеса у багатьох приватних ЗМІ країни.

## Переворот 11 квітня
Звільнення керівників нафтової компанії призвело до однієї з найбільших дводенних акцій протесту. 11 квітня 2002 року на заклик однієї з найбільших профспілок Венесуели відбулася маніфестація за участю близько 200 000 чоловік біля штаб-квартири PDVSA на захист звільнених працівників компанії. Після маніфестації організатори протесту несподівано вирішили змінити маршрут маршу і повели тисячі протестантів до президентського палацу Мірафлорес, де проходила демонстрація прихильників президента. Коли натовпи протестантів наблизилися до прихильників президента біля палацу, раптом почалася стрільба снайперів від якої загинуло 20 і було поранено близько 100 учасників обох маршів.
З самого початку не існувало консенсусу щодо обставин обстрілів людей, однак прибічники опозиції почали звинувачувати у вбивстві людей прихильників президента Чавеса. На приватних телеканалах Венесуели з'явилися кадри людей з натовпу прихильників президента, які за твердженням опозиції стріляли з пістолетів у протестантів. Прихильники Уго Чавеса у свою чергу стверджували, що стріляли у відповідь на постріли снайперів. На приватних каналах провину за обстріл та загибель людей поклали на президента Уго Чавеса.
Тим часом, на каналі CNN з'явилися заклики декількох військових до Уго Чавеса піти у відставку. Увечері 11 квітня підрозділи збройних сил і танки почали оточувати палац Мірафлорес і пізніше представники збройних сил зустрілися у палаці з президентом Чавесом і висунули вимогу президенту піти у відставку. Вже вранці 12 квітня командувач збройними силами генерал Лукас Рінкон публічно оголосив про те, що Чавес погодився піти у відставку. Пізніше, після перевороту Чавес зізнався, що вирішив піти у відставку лише тоді, коли усвідомив кількість причетних до перевороту військових. За свідченням військових Чавесу було запропоновано або залишитися у Венесуелі і відповідати перед судом за вбивства демонстрантів, або поїхати у вигнання на Кубу. За словами військових Чавес погодився виїхати на Кубу. Сам Чавес стверджував, що висунув низку вимог перед тим як підписати відставку і оскільки вони не були виконані, документ він не підписував.
Після перевороту Чавеса доставили на військову базу на острові Орчіля, де він зустрівся з представниками католицької церкви та військовими. Усуненого президента таким чином утримували на острові в очікуванні його подальшої долі. 13 квітня Чавесу вдалося передати записку, що він не відрікався від влади.

## Реакція на переворот
12 квітня 2002 року був проголошений новий перехідний «демократичний уряд національної єдності» на чолі з лідером асоціації підприємців Венесуели Педро Кармоною. В палаці Мірафлорес Кармона склав присягу тимчасового президента і одними з перших указів розпустив, крім інших, Національні збори, Верховний суд, Виборчий комітет а також призупинив Конституцію країни. Тим часом, попри мовчання місцевих ЗМІ, новини про те, що Чавес не пішов у відставку почали ширитися столицею Каракасом і в інших регіонах країни і призвели до масових демонстрацій прихильників Чавеса. Певний час, поліція столиці була взмозі контролювати кількість маніфестантів, однак 13 квітня натовп прихильників Чавеса вже оточив президентський палац. В самому палаці охорона, яка залишалася прихильною Чавесу швидко захопила президентську резиденцію і таким чином дозволила членам уряду Чавеса відновити контроль. Міністри уряду Чавеса швидко привели до присяги як тимчасового президента країни віце-президента Діосадо Кабейо, який відразу розпорядився доставити законного президента Уго Чавеса до столиці Каракасу. Повне падіння путчу відбулося після того, як військові відмовилися підтримувати путчистів і після відновлення контролю прихильників Чавеса над державним каналом, по якому населенню сповістили, що Чавес залишався законним президентом. 14 квітня Уго Чавес повернувся до столиці і відновив свою владу, як президент країни.
Реакція світової спільноти на заколот не була одностайною. 12 квітня відбулися зустрічі представників країн Групи Ріо у Сан-Хосе (Коста-Рика), і Європейського союзу. Деякі країни, такі як, Колумбія і Сальвадор висловили підтримку новому уряду Венесуели. Уряди Аргентини та Куби відразу засудили переворот та не визнали де-факто уряд Кармони. Також президент Мексики Вісенте Фокс заявив, що хоча не визнає новий уряд, висловив надію на швидке проведення нових виборів. Під час перевороту і після, з'являлися повідомлення про участь США у підготовці і проведенні путчу. Дійсно, офіційні особи адміністрації Джорджа Буша зустрічалися у Вашингтоні до перевороту 11 квітня з представниками опозиції, але рішуче заперечували підготовку перевороту.

## Значення
Події під час перевороту 11 квітня були відображені принаймні у двох документальних фільмах, найвідоміший з них: «Революцію не покажуть по телевізору». Фільм ірландських документалістів отримав декілька нагород і критики також оцінили його дуже схвально, зокрема завдяки унікальним кадрам у Каракасі під час перевороту. Фільм розкривав схему підготовки перевороту і участь приватних ЗМІ у цих подіях.